# Frederiksstaden
För andra betydelser, se Fredriksstad.
Frederiksstaden är en stadsdel i Köpenhamn, med bland annat Amalienborgs slott och Frederikskirken (Marmorkirken). Anläggandet av stadsdelen påbörjades 1748. 
Stadsdelen Frederiksstaden anlades till minne av 300-årsjubileet av kröningen av huset Oldenburgs första kung i Danmark. Ansvarig för det arkitektoniska arbetet var Nicolai Eigtved.